# Associazione Calcio Brescia 1953-1954
Questa voce raccoglie le informazioni riguardanti l'Associazione Calcio Brescia nelle competizioni ufficiali della stagione 1953-1954.

## Stagione
Sulla panchina delle rondinelle al posto di Giuseppe Galluzzi torna Luigi Bonizzoni da poco rientrato dall'Inghilterra, dove ha partecipato ad un corso preparatorio, una sorta di corso di aggiornamento nella patria del calcio mondiale. 
Ma la grande novità stagionale è rappresentata dal ritorno all'ovile di Renato Gei, non più giovanissimo ma con esperienza e classe da vendere. 
Nella stagione dei rientri un altro ritorno nel Brescia dalla Pro Patria è quello di Italo Rebuzzi. 
Dopo un discreto avvio di campionato per il Brescia iniziano prove altalenanti, che faranno chiudere il torneo al nono posto a metà classifica, lontanissimi dalla capolista Catania. 
Miglior realizzatore di stagione il giovane del vivaio bresciano Ezio Bettini autore di sette reti.

## Rosa
| N. |                   | Ruolo | Calciatore           |
| -- | ----------------- | ----- | -------------------- |
|    | Italia (bandiera) | P     | Andrea Carlo Corazza |
|    | Italia (bandiera) | P     | Aldo Romano          |
|    | Italia (bandiera) | P     | Giuseppe Zibetti     |
|    | Italia (bandiera) | D     | Giovanni Azzini      |
|    | Italia (bandiera) | D     | Andrea Bonomi        |
|    | Italia (bandiera) | D     | Erberto Galeotti     |
|    | Italia (bandiera) | D     | Piero Provezza       |
|    | Italia (bandiera) | D     | Piero Torrini        |
|    | Italia (bandiera) | C     | Umberto Guarnieri    |
|    | Italia (bandiera) | C     | Giovanni Mangini     |
|    | Italia (bandiera) | C     | Rinaldo Marchesi     |

| N. |                   | Ruolo | Calciatore         |
| -- | ----------------- | ----- | ------------------ |
|    | Italia (bandiera) | C     | Giuseppe Matassoni |
|    | Italia (bandiera) | C     | Celso Posio        |
|    | Italia (bandiera) | C     | Danilo Ravani      |
|    | Italia (bandiera) | C     | Jone Spartano      |
|    | Italia (bandiera) | A     | Ezio Bettini       |
|    | Italia (bandiera) | A     | Mario Capelli      |
|    | Italia (bandiera) | A     | Emilio Farina      |
|    | Italia (bandiera) | A     | Renato Gei         |
|    | Italia (bandiera) | A     | Italo Rebuzzi      |
|    | Italia (bandiera) | A     | Silvano Togni      |

## Risultati

### Serie B

#### Girone di andata
| Arbitro: | Bellè (Venezia) |

|            |           |  |
| Farina 56’ | Marcatori |  |

| Arbitro: | Agnolin (Bassano del Grappa) |

|           |           |                |
| Lerici 2’ | Marcatori | 10’ Bettini II |

| Arbitro: | Agnolin (Bassano del Grappa) |

|                                                       |           |                |
| Matassoni 42’ Bettini II 62’ Farina 68’ Guarnieri 56’ | Marcatori | 19’ 67’ Genero |

| Arbitro: | Pieri (Trieste) |

|          |           |                          |
| Lodi 79’ | Marcatori | 20’ Farina 81’ Guarnieri |

| Arbitro: | Marangio (Roma) |

|  |           |                |
|  | Marcatori | 44’ De Andreis |

| Arbitro: | Grandville (Roma) |

|               |           |                |
| Marra 35’ 46’ | Marcatori | 36’ Rebuzzi II |

| Arbitro: | Valsecchi (Milano) |

|               |           |                    |
| Bettini II 4’ | Marcatori | 48’ (aut.) Torrini |

| Arbitro: | Marchese (Napoli) |

|            |           |            |
| Maselli 3’ | Marcatori | 49’ Farina |

| Arbitro: | Ferrari Aggradi (Firenze) |

|                                                  |           |                     |
| Micheloni 22’ Manenti 44’ Marin 51’ Bassetti 78’ | Marcatori | 59’ (rig.) Spartano |

| Arbitro: | Moriconi (Roma) |

|                        |           |  |
| Gei 61’ Bettini II 72’ | Marcatori |  |

| Arbitro: | Ferrari (Milano) |

|         |           |         |
| Rosa 5’ | Marcatori | 26’ Gei |

| Arbitro: | De Leo (Mestre) |

|                          |           |  |
| Baucè 62’ (aut.) Gei 78’ | Marcatori |  |

| Arbitro: | Guarnaschelli (Pavia) |

|                                             |           |  |
| Forlani 75’ Malavasi 83’ (rig.) Astorri 88’ | Marcatori |  |

| Arbitro: | Fornari (Bologna) |

|                           |           |  |
| Bettini II 45’ Farina 90’ | Marcatori |  |

| Valdagno 3 gennaio 1947 15ª giornata | Marzotto Valdagno | 0 – 0 | Brescia | Stadio dei Fiori\| Arbitro: \| Arpaia (Roma) \| |
| Arbitro:                             | Arpaia (Roma)     |       |         |                                                 |

| Arbitro: | Liverani (Torino) |

|                  |           |                |
| Sessa 42’ (aut.) | Marcatori | 62’, 83’ Zecca |

| Brescia 17 gennaio 1954 17ª giornata | Brescia          | 0 – 0 | Piombino | Stadium di Viale Piave\| Arbitro: \| Bonetto (Torino) \| |
| Arbitro:                             | Bonetto (Torino) |       |          |                                                          |

#### Girone di ritorno
| Arbitro: | Arpaia (Roma) |

|                       |           |  |
| Mussino 55’Morgia 72’ | Marcatori |  |

| Arbitro: | Lo Bello (Siracusa) |

|           |           |           |
| Posio 84’ | Marcatori | 64’ Campi |

| Arbitro: | Marchetti (Milano) |

|           |           |                            |
| Carta 58’ | Marcatori | 73’ Capelli 75’ Bettini II |

| Arbitro: | Liverani (Torino) |

|              |           |               |
| Marchesi 79’ | Marcatori | 28’ Scarascia |

| Arbitro: | Marangio (Roma) |

|                            |           |               |
| Massagrande 2’ Kincses 62’ | Marcatori | 67’ Guarnieri |

| Arbitro: | Bonetto (Torino) |

|                                |           |  |
| Posio 16’ Guarnieri 28’ (rig.) | Marcatori |  |

| Arbitro: | Bellè (Venezia) |

|                 |           |  |
| Hofling 18’ 78’ | Marcatori |  |

| Arbitro: | Fornari (Bologna) |

|           |           |  |
| Togni 20’ | Marcatori |  |

| Arbitro: | Pieri (Trieste) |

|  |           |                       |
|  | Marcatori | 15’ Klein 58’ Manenti |

| Arbitro: | Scaramella (Roma) |

|                       |           |  |
| Pison 7’ 30’ Mori 62’ | Marcatori |  |

| Arbitro: | Campanati (Milano) |

|                             |           |  |
| Prandini 55’ Rebuzzi II 77’ | Marcatori |  |

| Arbitro: | Grandville (Roma) |

|                      |           |  |
| Caprile 80’ Boniardi | Marcatori |  |

| Arbitro: | Righi (Milano) |

|                |           |             |
| Rebuzzi II 56’ | Marcatori | 15’ Forlani |

| Arbitro: | Marchese (Napoli) |

|  |           |                 |
|  | Marcatori | 27’ Scagliarini |

| Arbitro: | Canepa (Genova) |

|                |           |  |
| Bettini II 61’ | Marcatori |  |

| Bergamo 23 maggio 1954 33ª giornata | Verona                   | 0 – 0 | Brescia | Stadio Comunale\| Arbitro: \| Smorto (Reggio Calabria) \| |
| Arbitro:                            | Smorto (Reggio Calabria) |       |         |                                                           |

| Arbitro: | Fornari (Bologna) |

|            |           |              |
| Pellis 45’ | Marcatori | 18’ Marchesi |

## Statistiche

### Statistiche di squadra
Fonte:
| Competizione | Punti | In casa | In casa | In casa | In casa | In casa | In casa | In trasferta | In trasferta | In trasferta | In trasferta | In trasferta | In trasferta | Totale | Totale | Totale | Totale | Totale | Totale | DR |
| Competizione | Punti | G       | V       | N       | P       | Gf      | Gs      | G            | V            | N            | P            | Gf           | Gs           | G      | V      | N      | P      | Gf     | Gs     | DR |
| ------------ | ----- | ------- | ------- | ------- | ------- | ------- | ------- | ------------ | ------------ | ------------ | ------------ | ------------ | ------------ | ------ | ------ | ------ | ------ | ------ | ------ | -- |
| Serie B      | 33    | 17      | 9       | 5       | 3       | 22      | 11      | 17           | 2            | 6            | 9            | 11           | 27           | 34     | 11     | 11     | 12     | 33     | 38     | -5 |

### Statistiche dei giocatori
| Giocatore    | Serie B  | Serie B |
| Giocatore    | Presenze | Reti    |
| ------------ | -------- | ------- |
| G. Azzini    | 33       | 0       |
| E. Bettini   | 28       | 7       |
| A. Bonomi    | 16       | 0       |
| M. Capelli   | 7        | 1       |
| A.C. Corazza | 5        | -10     |
| E. Farina    | 18       | 5       |
| E. Galeotti  | 15       | 0       |
| R. Gei       | 22       | 3       |
| U. Guarnieri | 16       | 4       |
| G. Mangini   | 20       | 0       |
| R. Marchesi  | 12       | 2       |
| G. Matassoni | 25       | 1       |
| C. Posio     | 30       | 2       |
| P. Provezza  | 34       | 0       |
| D. Ravani    | 9        | 0       |
| I. Rebuzzi   | 16       | 3       |
| A. Romano    | 11       | -9      |
| J. Spartano  | 25       | 1       |
| S. Togni     | 1        | 1       |
| P. Torrini   | 12       | 0       |
| G. Zibetti   | 18       | -19     |